# Federazione pallavolistica di Capo Verde
La Federazione capoverdiana di pallavolo (por. Federação Cabo-verdiana de Voleibol, FCVV) è un'organizzazione fondata per governare la pratica della pallavolo a Capo Verde.
Organizza il campionato maschile e femminile, e pone sotto la propria egida la nazionale maschile e femminile.
Ha aderito alla FIVB nel 1988.